# Hidradenoma papilifero
Hidradenoma Papilífero es un raro tumor que aparece por lo general en las mujeres principalmente en la región anogenital y a veces es considerado una variante de un adenoma apocrino.

## Historia
El Hidradenoma Papilífero se presenta principalmente en mujeres blancas, casi exclusivamente entre los 18 y los 80 años de edad; con muy raras apariciones en hombres. 
El origen de este tumor no es claro aunque parece darse en las glándulas mamarias o sudoríparas anogenitales[1].
A menudo es una neoplasia nodular de aproximadamente un centímetro de diámetro, bien delimitado y su localización más frecuente es en la vulva, aunque puede ser encontrado en la región anogenital, axilas y alrededor del ombligo  y que ha llegado a presentarse como un vejiga invaginada en la epidermis sumergiéndose hasta la dermis reticular[2].
La variante de esta neoplasia, Hidradenoma papilífero ectópico, se encuentra casi a partes iguales en hombres y mujeres. Localizandose por lo general en: cabeza, cuello, párpados y pabellón auditivo. Con menor aparición se pueden encontrar caso en los brazos, espalda baja y pezones. 
El hidradenoma papilífero corresponde a un nódulo o pólipo de crecimiento regularmente exofítico, de aparición por lo general asintomática y siendo algunas veces palpable pero no visible, con un largo tiempo de crecimiento anterior a su aparición, que puede algunas veces generar dolor al tacto, ulceración prurito o sangrado[1]. Por lo que puede confundirse con un basalioma.
Por lo general el tratamiento de elección es resección quirúrgica local[3]; la recurrencia de la lesión es atribuida a una escisión incompleta del tumor primario.
El estudio patológico es importante, ya que su impresión diagnostica puede ser sarcoma de Kaposi.
Existen casos de transformación de hidradenoma papilífero anogenital a algún tipo de carcinoma[3].